# Gare d'Haarajoki
La gare d'Haarajoki (en finnois : Haarajoen rautatieasema, en suédois : Haarajoki järnvägsstation) est une gare ferroviaire du transport ferroviaire de la banlieue d'Helsinki située dans le quartier Haarajoki de Järvenpää en Finlande.

## Situation ferroviaire
La gare est à 40,2 kilomètres au nord de la gare centrale d'Helsinki entre la gare de Kerava et la gare de Mäntsälä.

## Service des voyageurs
La gare est desservie par les trains de banlieue Z.